# Bufo gargarizans
Bufo gargarizans là một cóc loài đặc hữu khu vực Đông Á. Đây là loài cóc phổ biến tại Trung Quốc (đặc biệt là An Huy, Phúc Kiến, Cam Túc, Quý Châu, Hà Bắc, Hắc Long Giang, Hà Nam, Hồ Bắc, Hồ Nam, Nội Mông, Giang Tô, Giang Tây, Cát Lâm, Thanh Hải, Thiểm Tây, Sơn Đông, Sơn Tây, Tứ Xuyên, và Chiết Giang) và các khu vực Viễn Đông Nga (lên phía bắc đến thung lũng sông Amur và đảo Sakhalin, và phía đông đến Transbaikalia ở Xibia), nhưng tương đối hiếm gặp trên bán đảo Triều Tiên. Loài cóc này cũng được tìm thấy trên quần đảo Ryukyu ở miền nam Nhật Bản, mặc dù chúng đã bị tận diệt ở một số đảo trong những năm gần đây, có thể bao gồm Okinawa. Phụ loài Ryukyu, Bufo gargarizans miyakonis, còn được gọi là cóc Miyako. 
Loài cóc này tránh rừng dày đặc, nhưng được tìm thấy trong hầu hết môi trường sống khác, bao gồm đồng cỏ, rừng mở, và các khu vực canh tác. Nó thích các khu vực ẩm ướt, và hiếm khi được tìm thấy ở độ cao hơn 800 mét. 
Loài cóc này có vai trò quan trọng trong Đông y. Chiết xuất độc tố từ loài này được gọi là nọc cóc hoặc Chan-su, từ lâu đã được sử dụng do trong Đông Y các thuộc tính y học của nó. Ngoài ra, da cóc sấy khô đã được mô tả là thuốc chữa bệnh phù thũng và các chứng bệnh khác. Gần đây, Tây Y cũng đã quan tâm đến loài cóc này. Năm 1998, một peptide kháng khuẩn được chiết xuất từ cóc, và cấp bằng sáng chế.
Các loài trước đây được phân loại như là Bufo bufo gargarizans, một phân loài của Bufo bufo, loài cóc thông thường. 

## Hình ảnh

A full-grown male Asiatic Toad housed with a captive matured female American Bullfrog Rana catesbeiana A full-grown male Asiatic Toad housed with a captive matured female American Bullfrog Rana catesbeiana
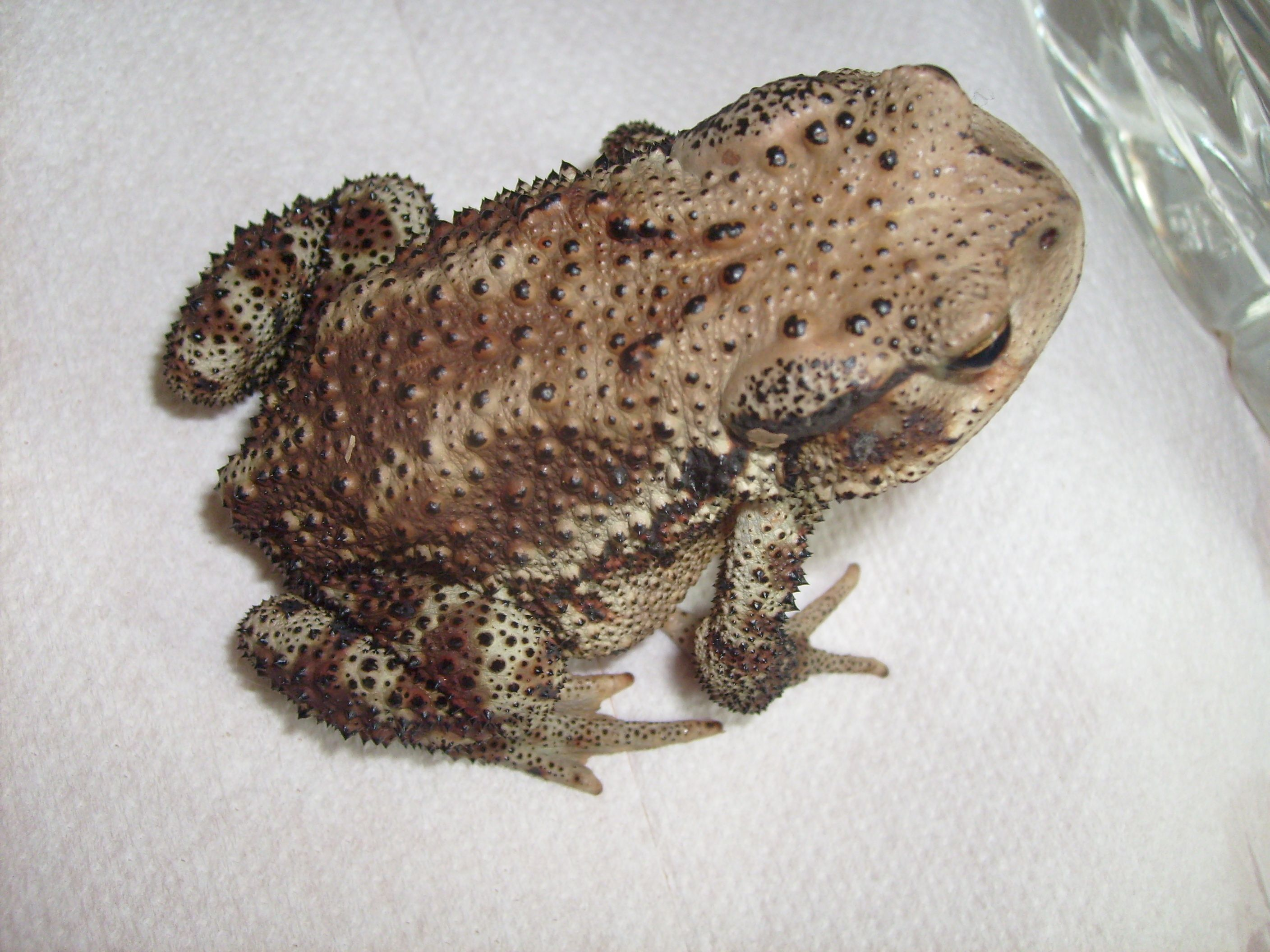
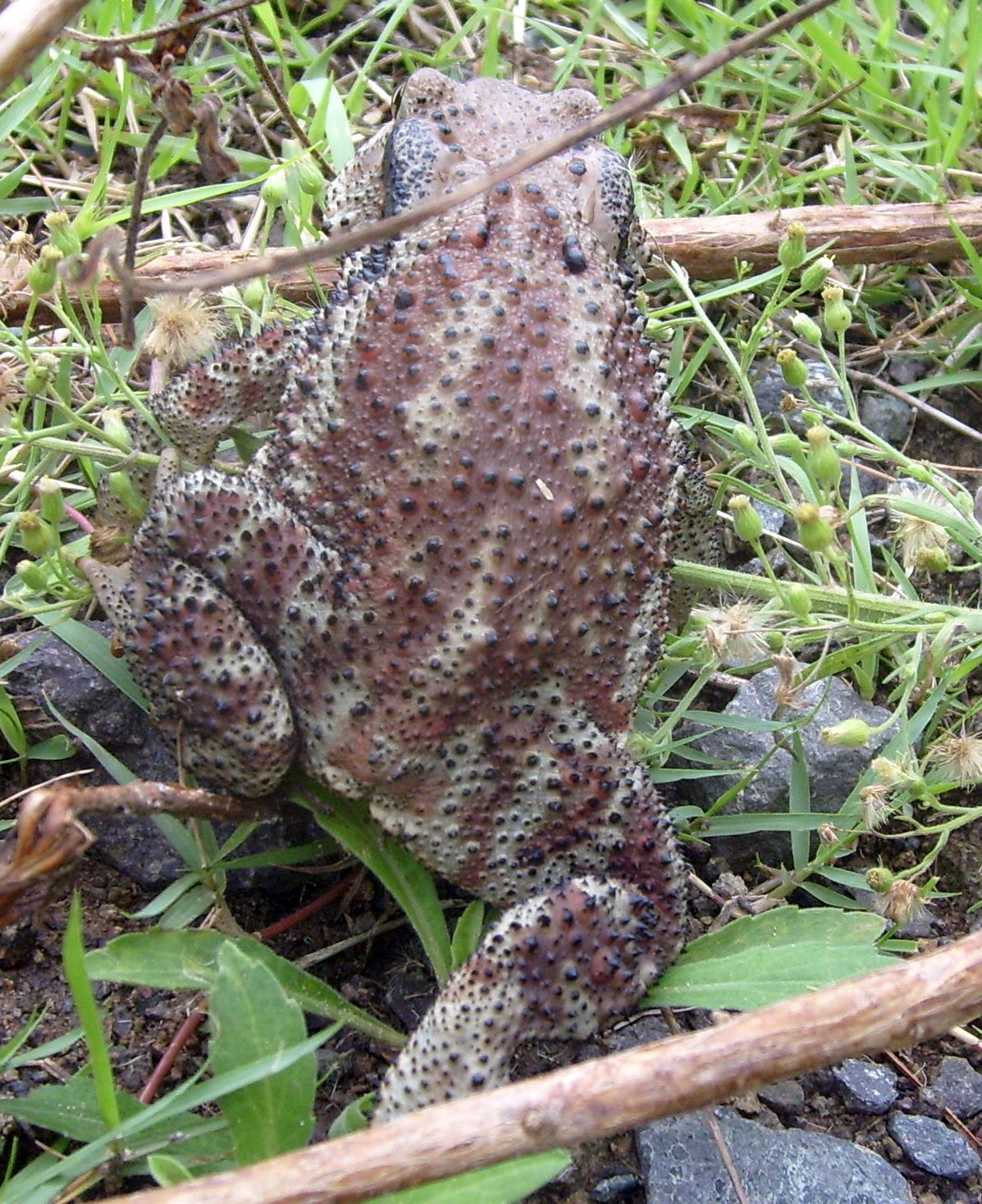
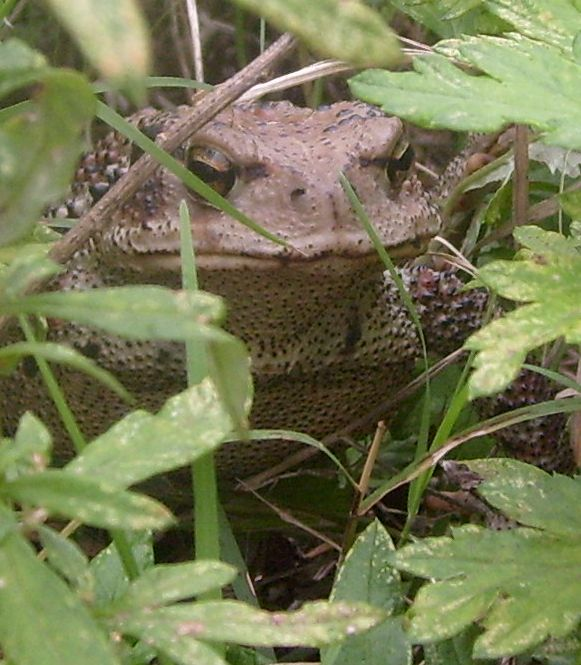